# 卡爾·奧古斯特·克里斯蒂安
卡爾·奧古斯特·克里斯蒂安（德語：Karl August Christian，1782年7月2日—1833年5月22日），俄羅斯軍官，出生自德國梅克倫堡家族。

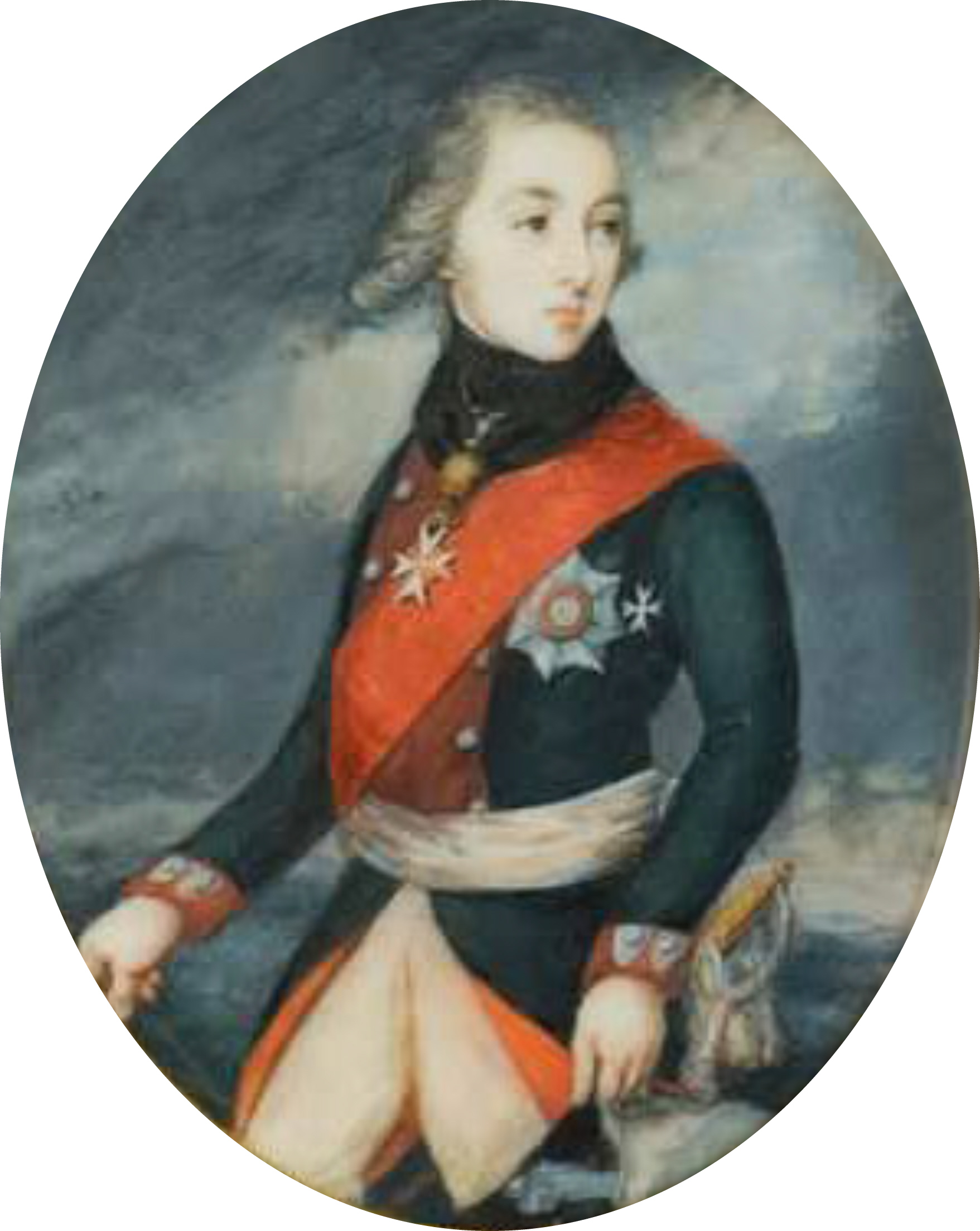

## 生平
卡爾·奧古斯特·克里斯蒂安是梅克倫堡-施威林大公腓特烈·法蘭茲一世的第三子，母親是薩克森-哥達-阿爾滕堡的路易絲。1799年他的哥哥腓特烈·路德維希與俄羅斯的赫蓮娜·巴甫洛夫娜女大公結婚，卡爾進入俄羅斯軍隊服役。拿破崙戰爭期間，卡爾曾多次率領俄軍與法軍對抗。